# Rudka Kozińska
Rudka Kozińska (ukr. Рудка-Козинська, Rudka-Kozynśka) – wieś na Ukrainie, w obwodzie wołyńskim, w rejonie rożyszczeńskim. W 2001 roku liczyła 752 mieszkańców.